# 29197 Gleim
29197 Gleim (1991 AQ2) là một tiểu hành tinh vành đai chính được phát hiện ngày 15 tháng 1 năm 1991 bởi F. Borngen ở Tautenburg.